# SIXTH SENSE ADVENTURE
《SIXTH SENSE ADVENTURE》是日本輕小說「涼宮春日系列」自2016年12月18日起在角子機機台《角子機 涼宮春日的憂鬱》搭配使用的最新單曲，由Lantis發行。

## 解說
《SIXTH SENSE ADVENTURE》是由柏青哥製作公司SANKYO發行、2016年12月12日導入的角子機遊戲《角子機 涼宮春日的憂鬱》搭載的完全最新單曲。主唱由「涼宮春日系列」作品登場主要角色涼宮春日、長門有希、朝比奈實玖瑠的聲優平野綾、茅原實里、後藤邑子獻唱。歌詞同樣繼續由畑亞貴填寫。
2016年12月18日開始在iTunes Store、mora、RecoChoku、music.jp等線上音樂商店以限定方式進行配信。由於配信日期與藍光套組「涼宮春日的大成 Super Blu-ray BOX」的發售日期都在同一天，也可以當作是電視動畫《涼宮春日憂鬱 (2006年版)》播出10週年紀念歌曲。還有該單曲也是聲優平野綾、茅原実里、後藤邑子自從獻唱2009年版同名電視動畫片尾主題曲《停下吧！》以來，睽違8年3人再度攜手合作的單曲。

## 收錄歌曲
1. SIXTH SENSE ADVENTURE [4:25]
  - 作詞：畑亞貴，作曲：酒井陽一（日语：酒井陽一）
  - 《柏青哥 涼宮春日的憂鬱》主題歌曲

## 外部連結
- Lantis公式官網最新情報頁面（页面存档备份，存于） （日語）
- 「柏青哥 涼宮春日的憂鬱」公式官網（页面存档备份，存于） （日語）